# カバーガール大賞
カバーガール大賞（カバーガールたいしょう）は、カバーガール実行委員会によって主催される3月4日『雑誌の日』を記念して発表される賞である。

## カバーガール大賞について
- オンライン書店Fujisan.co.jpで取り扱いのある雑誌を中心に約10000誌を調査。
- 複数人で撮影された表紙についても、個人の登場回数に含んで集計している。
- 表紙を飾った回数が多かった女性を選定し、カバーガール大賞・各部門賞の受賞者として表彰する。
- 第6回（2020年度）からメンズ部門が新設され、表紙を飾った回数が最も多かった男性を選定し、表彰する[1]。
- 第10回（2023年度）から「トップカバーアワード」として表彰する[2]。

## カバーガール実行委員会
- 一般社団法人日本雑誌協会
- 株式会社富士山マガジンサービス
- マガジンサミット / カバーガールTV

## 審査方法
前年の1月から12月まで販売された、コンビニエンスストアや書店で見かける雑誌から専門雑誌まで、Fujisan.co.jpで取り扱いのある雑誌約10000誌の中から調査。表紙を飾った回数が多かった女性を選定し、カバーガール大賞受賞者として表彰する。さらに2020年度よりメンズ部門が新設され、表紙を飾った回数が最も多かった男性を選定し、表彰する。

## 受賞者
所属グループは受賞当時のもの。

### 第1回（2015年）
グランプリ
- 石原さとみ

部門賞
- ファッション - ローラ
- Weekly Magazine - 大島優子
- グラビア - 佐野ひなこ
- メンズマガジン - 有村架純

### 第2回（2016年）
グランプリ
- 石原さとみ

総合順位
- 2位 有村架純
- 3位 土屋太鳳
- 4位 広瀬すず
- 5位 桐谷美玲
- 6位 杏
- 7位 佐々木希
- 8位 ローラ
- 9位 宮脇咲良（HKT48）
- 10位 堀北真希

部門賞
- コミック - 宮脇咲良
- グラビア - おのののか
- エンタメ - 土屋太鳳
- ファッション - 石原さとみ
- 話題賞 - 有村架純

年代別部門
- 10代 - 広瀬すず
- 20代 - 石原さとみ
- 30代 - 小泉里子

### 第3回（2017年）
グランプリ
- 高畑充希

総合順位
- 2位 有村架純
- 3位 石原さとみ
- 4位 西野七瀬（乃木坂46）
- 5位 桐谷美玲
- 6位 広瀬すず
- 7位 平手友梨奈（欅坂46）
- 8位 綾瀬はるか
- 9位 石川恋
- 10位 白石麻衣（乃木坂46）

部門賞
- コミック - 浅川梨奈（SUPER☆GiRLS）
- グラビア - 石川恋
- エンタメ - 西野七瀬
- ファッション - 石原さとみ
- 話題賞 - 二階堂ふみ

年代別部門
- 10代 - 広瀬すず
- 20代 - 高畑充希
- 30代 - 綾瀬はるか

### 第4回（2018年）
グランプリ
- 有村架純

総合順位
- 2位 白石麻衣（乃木坂46）
- 3位 浅川梨奈（SUPER☆GiRLS）
- 4位 西野七瀬（乃木坂46）
- 5位 高畑充希
- 6位 石原さとみ
- 6位 広瀬すず
- 8位 齋藤飛鳥（乃木坂46）
- 9位 深田恭子
- 10位 小倉優香
- 10位 森星

部門賞
- コミック - 浅川梨奈
- グラビア - 小倉優香
- エンタメ - 齋藤飛鳥
- ファッション - 石原さとみ
- 話題賞 - 田中みな実

年代別部門
- 10代 - 浅川梨奈
- 20代 - 有村架純
- 30代 - 石原さとみ

### 第5回（2019年）
グランプリ
- 大原優乃

総合順位
- 2位 浅川梨奈
- 3位 齋藤飛鳥（乃木坂46）
- 4位 小倉優香
- 4位 吉岡里帆
- 6位 与田祐希（乃木坂46）
- 6位 石原さとみ
- 8位 西野七瀬
- 9位 綾瀬はるか
- 9位 白石麻衣（乃木坂46）
- 9位 広瀬すず

部門賞
- コミック - 浅川梨奈
- グラビア - 大原優乃
- エンタメ - 齋藤飛鳥
- ファッション - 井川遥
- 話題賞 - Kōki,（ELLE JAPONとの共同受賞）

年代別部門
- 10代 - 大原優乃
- 20代 - 吉岡里帆
- 30代 - 石原さとみ

### 第6回（2020年）
グランプリ
- 吉岡里帆

総合順位
- 2位 大原優乃
- 3位 与田祐希（乃木坂46）
- 4位 小坂菜緒（日向坂46）
- 4位 齋藤飛鳥（乃木坂46）
- 4位 広瀬すず
- 7位 石原さとみ
- 7位 今田美桜
- 7位 浜辺美波
- 10位 沢口愛華

メンズ部門グランプリ
- 平野紫耀（King & Prince）

部門賞
- コミック - 大原優乃
- グラビア - 小倉優香
- エンタメ - 与田祐希
- ファッション - 石原さとみ
- 話題賞 - VOGUE JAPAN（秋元梢・松田翔太夫妻が表紙を飾った2019年10月28日発売の2019年12月号）

年代別部門
- 10代 - 与田祐希
- 20代 - 吉岡里帆
- 30代 - 石原さとみ

### 第7回（2021年）
グランプリ
- 沢口愛華

総合順位
- 2位 齋藤飛鳥（乃木坂46）
- 3位 白石麻衣
- 4位 えなこ
- 5位 石田桃香
- 6位 山下美月（乃木坂46）
- 7位 今田美桜
- 7位 梅澤美波（乃木坂46）
- 7位 桃月なしこ
- 7位：吉田莉桜

メンズ部門グランプリ
- 平野紫耀（King & Prince）

部門賞
- コミック - 沢口愛華
- グラビア - 沢口愛華
- エンタメ - 与田祐希
- ファッション - 井川遥
- 話題賞 - VOGUE JAPAN（Cocomiが表紙を飾った2020年5月号）

年代別部門
- 10代 - 沢口愛華
- 20代 - 齋藤飛鳥
- 30代 - 泉里香

### 第8回（2022年）
グランプリ
- えなこ

総合順位
- 2位 伊織もえ
- 3位 沢口愛華
- 3位 篠崎こころ
- 5位 桃月なしこ
- 6位 川口春奈
- 7位 大原優乃
- 7位 工藤美桜
- 9位 上白石萌音
- 10位 石田桃香
- 10位 伊原六花
- 10位 田中美久（HKT48）

メンズ部門グランプリ
- 平野紫耀（King & Prince）※殿堂入り

部門賞
- エンタメ - 遠藤さくら、賀喜遥香、筒井あやめ（乃木坂46）
- ファッション - 川口春奈
- コミック - えなこ
- グラビア - えなこ
- 話題賞 - non-no（King & Princeが表紙を飾った2021年7月号、創刊50周年記念）

年代別部門
- 10代部門 - 沢口愛華
- 20代部門 - えなこ
- 30代部門 - 大政絢

### 第9回（2023年）
グランプリ
- えなこ

総合順位
- 2位 伊織もえ
- 2位 田中美久（HKT48）
- 4位 本郷柚巴（NMB48）
- 5位 雪平莉左
- 6位 篠崎こころ
- 7位 沢口愛華
- 8位 川口春奈
- 8位 篠崎愛
- 10位 綾瀬はるか
- 10位 桃月なしこ

部門賞
- 芸能・音楽 - 田中美久（HKT48）

### 第10回（2024年）
グランプリ
- 永瀬廉（King & Prince）

総合順位
- 2位 大谷翔平
- 3位 目黒蓮（Snow Man）
- 4位 えなこ
- 5位 渡辺翔太（Snow Man）
- 6位 道枝駿佑（なにわ男子）
- 7位 髙橋海人（King & Prince）
- 7位 松村北斗（SixTONES）
- 9位 岸優太（Number_i）
- 10位 向井康二（Snow Man）

部門賞
- グループ - Snow Man
- コミック - えなこ
- スポーツ - 大谷翔平
- ファッション - 泉里香

### 第11回（2025年）
グランプリ
- えなこ

総合順位
- 2位 渡辺翔太（Snow Man）
- 2位 末澤誠也（Aぇ! group）
- 4位 京本大我（SixTONES）
- 4位 大橋和也（なにわ男子）
- 4位 東雲うみ
- 7位 正門良規（Aぇ! group）
- 8位 松村北斗(SixTONES)
- 9位 佐野晶哉（Aぇ! group）
- 10位 大西流星（なにわ男子）
- 10位 草間リチャード敬太（Aぇ! group）

部門賞
- グループ - Aぇ! group
- コミック - えなこ
- スポーツ - 大谷翔平
- ファッション - 永野芽郁